# Navajo Motor Car
Die Navajo Motor Car Company war ein US-amerikanischer Automobilhersteller, der 1953–1954 in New York City ansässig war.
Das einzige Modell war ein 2-türiger Roadster, der dem Jaguar XK 120 sehr ähnlich sah. Angetrieben wurde der von einem seitengesteuerten, getunten V8-Motor von Mercury, der 4185 cm³ Hubraum besaß und 130 bhp (96 kW) leistete. Der Radstand des Wagens betrug 2946 mm.
Der Wagen wog 1041 kg und kostete 2895,– US-$.